# Запорізький повіт
Запорі́зький пові́т — адміністративно-територіальна одиниця Запорізької губернії з центром у місті Запоріжжя.

## Географія
Запорізький повіт розташовувався в центрі Запорізької губернії. Набув сучасної назви внаслідок перейменування рішенням ВУЦВК від 23 березня 1921 р. Олександрівської губернії на Запорізьку. Проіснував із 8 липня 1920 р. по 1 грудня 1922 р.
Станом на 1921 рік складався із 20 волостей:
| №  | Назва волості         |
| -- | --------------------- |
| 1  | Андріївська           |
| 2  | Балабино-Петрівська   |
| 3  | Біленьківська         |
| 4  | Василівська           |
| 5  | Веселянська           |
| 6  | Вознесенська          |
| 7  | Григорівська на Конці |
| 8  | Жеребецька            |
| 9  | Комишуваська          |
| 10 | Михайло-Лукашівська   |
| 11 | Наталівська           |
| 12 | Ново-Гупалівська      |
| 13 | Оріхівська            |
| 14 | Павлівська            |
| 15 | Преображенська        |
| 16 | Свистуново-Петрівська |
| 17 | Хортицька             |
| 18 | Царицино-Кутська      |
| 19 | Юрківська             |
| 20 | Янчекракська          |